# Hypena longfieldae
Hypena longfieldae là một loài bướm đêm trong họ Erebidae.